# LEW E 211 001
Die E 211 001 war eine Versuchslokomotive des damaligen LEW Hennigsdorf, die im Jahr 1967 gebaut wurde. Das LEW hatte diese Lok auf eigene Rechnung als Prototyp für zukünftige Lokomotiven für 25 kV Einphasenwechselspannung mit der Landesnetzfrequenz von 50 Hz sowie einer Geschwindigkeit von 160 km/h hergestellt. Merkmale dieser Lokomotive waren das außergewöhnliche Design und die für diese Zeit aktuelle Technik.
Dies brachte der Lokomotive intern auch den Namen „Weltstandslok“ ein. Tatsächlich war sie in Design und Technik am Puls der Zeit. Die E 211 001 verschwand nach wenigen Einsätzen im Jahr 1975 und wurde schließlich 1982 verschrottet.

## Geschichte
Die E 211 001 wurde im Frühjahr 1967 fertiggestellt. Sie war für DDR-Verhältnisse modern gestaltet, besonders auffällig waren hier die Panoramascheiben und die neu entwickelten Einholm-Stromabnehmer. Im Gegensatz zu den damals bereits gebauten E 11 und E 42 war das Design sehr ungewöhnlich. Aber auch technisch hatten die Hennigsdorfer viel aufzubieten, z. B. die elektrische Ausrüstung für 25 kV mit 50 Hz sowie die Leistungssteuerung mit Halbleiterbauelementen. Die Auslegung für 25 kV bei 50 Hz kam nicht von ungefähr.
In den 1950er Jahren hatten die französischen Staatsbahn sowie der internationale Eisenbahnverband UIC bereits dieses Stromsystem favorisiert. Durch die einfacher zu realisierende Infrastruktur, es entfallen aufwändige Bahnkraft- und Unterwerke, versprach man sich massive Einsparungen, denn die Spannung konnte direkt aus dem Landesnetz entnommen werden.
Letztendlich blieb es auf dem Gebiet der Ex-DDR beim Betrieb mit 15 kV bei 16⅔ Hz, lediglich auf der Rübelandbahn zwischen Königshütte und Blankenburg wurde aufgrund der fehlenden Versorgungsmöglichkeit ein Inselbetrieb mit 25 kV und 50 Hz eingerichtet. Jedoch wollte die Lokomotivindustrie der DDR Kunden im Ausland gewinnen. Man bemühte sich dabei vor allem um die Bulgarische Staatsbahn, die zu jener Zeit ihre Strecken mit diesem modernen Stromsystem elektrifizieren wollte. Die entsprechende Ausschreibung gewann jedoch der tschechoslowakische Hersteller Škoda, der sich fortan zum größten und wichtigsten Hersteller von elektrischen Lokomotiven im RGW entwickelte (siehe auch: ČSD-Baureihe S 489.0).
Damit bestand keine Nachfrage nach einer 50-Hz-Lok, sodass es nur bei einem Prototyp blieb. Jedoch flossen die Erfahrungen, die LEW beim Bau der E 211 001 gemacht hatte, in spätere Entwicklungen ein. So gelangten das Thyristorschaltwerk und viele andere Baugruppen beispielsweise in die Lokomotiven der Baureihen 250 und 212.
Im Sommer 1966 fanden erste Probefahrten auf der Versuchsstrecke in Hennigsdorf statt. 1967 wurde die E 211 001 auf der Frühjahrsmesse in Leipzig ausgestellt, nunmehr mit einer weinroten Lackierung. Die Lok hatte insgesamt fünf verschiedene Lackierungen, daher auch der Beiname „Chamäleon“. Auch in den folgenden zwei Jahren war die E 211 001 wiederholt auf der Frühjahrsmesse zu sehen, mit jeweils neuen Lackierungen. Danach stand sie ungenutzt auf dem Werksgelände des LEW, erst um 1970 wurde sie für neue Versuchsprogramme reaktiviert. Dabei sollten praxisnah die Laufeigenschaften sowie das Anfahr- und Bremsverhalten erkundet werden. Nach einigen Messfahrten rund um Hennigsdorf wurde die E 211 001 planmäßig auf der Rübelandbahn eingesetzt.
Da auf dieser Strecke nur maximal 50 km/h zulässig waren, konnte man die Ergebnisse nur begrenzt verwerten. In den folgenden Jahren folgten noch Rollversuche, unter anderem zwischen Halle und Berlin. Dort wurde die E 211 001 von Lokomotiven der Baureihe 130 oder der 02 0201 der VES-M Halle gezogen. 1975 folgten weitere Schleppfahrten auf dem Testring Velim in der heutigen tschechischen Republik mit Geschwindigkeiten bis zu 180 km/h. Als Zuglokomotive fungierte eine E 469 der ČSD. Aus eigener Kraft hat die E 211 001 diese Geschwindigkeiten nie erreicht, obgleich sie dazu in der Lage gewesen wäre. Ab 1975 stand die Lokomotive wieder auf dem LEW-Werksgelände. 1982 wurden elektrische Baugruppen ausgebaut und der Fahrzeugteil anschließend verschrottet.
Die Fahrzeugnummer E 211 001 war eine Herstellerbezeichnung, eine DR-Betriebsnummer erhielt die Lokomotive nie.

## Konstruktion
Der Lokkasten der E 211 001 war in Stahlleichtbauweise ausgeführt. Die zweiachsigen Drehgestelle waren baugleich und untereinander tauschbar. Die abnehmbaren, dreiteiligen Dachhauben wurden aus Papierwaben hergestellt, die in Kunstharz getränkt wurden. Als oberste Deckschicht wurde glasfaserverstärktes Polyester verwendet.
Die Drehgestelle selbst bestanden aus kastenförmigen Längs- und Querträgern. Sie wurden durch Drehzapfen mit dem Lokkasten verbunden. Zusätzliche Pendel und Federtöpfe übernahmen die Abstützung des Lokkastens auf den Drehgestellen. In Verbindung mit Reibungsdämpfern dienten sie auch zur Rückstellung der Drehgestelle. Durch diese einfache Konstruktion wurden weitere Rückstelleinrichtungen überflüssig. Erstmals wurden bei einer Lokomotive von LEW zur Achslagerführung Lemniskatenlenker verwendet. Schraubenfedern und zusätzliche Gummielemente übernahmen die Federung.
Auch der elektrische Teil der E 211 ist bemerkenswert. Er wurde nach den seinerzeit neuesten Erkenntnissen entwickelt. Vier Wellenstrom-Motoren (dem Grundprinzip nach ein Gleichstrommotor) mit jeweils 840 kW dienten als Antrieb. Jeder der Fahrmotoren war mit einem eigenen Silizium-Stromrichter verbunden. Ein ölgekühlter Haupttransformator lieferte die Motorspannung. Er bestand aus einem Spartrafo mit 34 Anzapfungen sowie dem Stromrichter-Transformator mit vier Primär- und vier Sekundärwicklungen. Ursprünglich wurde die Motorspannung von einem konventionellen, mechanischen Hochspannungsschaltwerk geregelt, dieses wurde jedoch im Jahre 1970 gegen ein thyristorgesteuertes Hochspannungsschaltwerk vom Typ LNSW 11 getauscht. So konnte die Leistung im Gegensatz zu mechanischen Lastschaltern stufenlos geregelt werden. Im Jahre 1973 wurde dann das Schaltwerk LNSW 12 eingebaut, das für die Lokomotiven der späteren DR-Baureihe 250 vorgesehen war. Bemerkenswert ist, dass die Bezeichnung „LNSW“ beibehalten wurde, denn diese Abkürzung steht für „Lokomotiv-Nockenschaltwerk“. Weshalb ein elektronisches Schaltwerk so benannt wurde, ist nicht bekannt.
Die Fahrdrahtspannung wurde über zwei neu konstruierte Einholmstromabnehmer VM 28-28 DH zugeführt. Als Hauptschalter diente ein Druckluft-Leistungsschalter vom Typ DAT 2.
Die Bremsanlage war als KE-Druckluftbremse mit Kunststoff-Bremssohlen ausgeführt. Zusätzlich war eine verschleißfreie Widerstandsbremse vorhanden, die unabhängig von der Druckluftbremse betätigt werden konnte.
Die E 211 hätte auch in Doppeltraktion eingesetzt werden können, eine entsprechende Vielfachsteuerung mit den typischen LEW-Kuppeldosen war vorhanden.